# Trinkets
Trinkets è una serie televisiva statunitense creata da Kirsten Smith, Amy Andelson ed Emily Meyer, tratta dall'omonimo romanzo di Kirsten Smith pubblicato nel 2013.
La prima stagione è stata distribuita su Netflix il 14 giugno 2019 in tutti i paesi in cui il servizio è disponibile. A luglio 2019 la serie è stata rinnovata per una seconda ed ultima stagione, uscita il 25 agosto 2020.

## Trama
Appena trasferitasi dal Nuovo Messico, Elodie stringe amicizia con due ragazze, Moe e Tabitha, le quali condividono lo stesso problema: il taccheggio. Andando ad un incontro di un gruppo di taccheggiatori anonimi si conoscono meglio. I personaggi hanno tre personalità completamente diverse, ma una volta che si conoscono meglio finiscono con il diventare grandi amiche: Elodie è una persona introversa, Moe preferisce lo stile punk, mentre Tabitha proviene da una famiglia benestante.

## Episodi
| Stagione         | Episodi | Pubblicazione Stati Uniti | Pubblicazione Italia |
| ---------------- | ------- | ------------------------- | -------------------- |
| Prima stagione   | 10      | 2019                      | 2019                 |
| Seconda stagione | 10      | 2020                      | 2020                 |

## Produzione
Il 15 ottobre 2018 la Netflix annunciò che avrebbe iniziato la produzione della serie e dichiarò che sarebbe stata interpretata da Brianna Hildebrand, Kiana Madeira, Quintessa Swindell, Larry Sullivan, Brandon Butler, Odiseas Georgiadis, Henry Zaga, October Moore e Larisa Oleynik.

## Promozione
ll 30 maggio 2019 è stato pubblicato il trailer ufficiale.